# Jim Guy Tucker
James Guy Tucker, detto Jim (Oklahoma City, 13 giugno 1943 – Little Rock, 13 febbraio 2025), è stato un politico e avvocato statunitense.

## Biografia
Membro del Partito Democratico e avvocato, fu governatore dell'Arkansas dal 1992 al 1996.
Coinvolto nello scandalo Whitewater, venne accusato di truffa e giudicato colpevole; di conseguenza, fu rimosso dall'incarico di governatore.